# Riva San Vitale
Riva San Vitale és un municipi del cantó de Ticino (Suïssa), situat al districte de Mendrisio.